# هزار بار به من دروغ گفتی(تک آهنگ)
هزار بار به من دروغ گفتی یک آهنگ موسیقی اشلاگر از آندریا برگ است. در مارس ۲۰۰۱ به عنوان تک آهنگ از آلبوم بهشت کجاست منتشر شد. این آهنگ در ادامه به یکی از شناخته شده‌ترین آنها تبدیل شد که اغلب پوشش داده می‌شد.

## ایجاد و انتشار
این آهنگ توسط تهیه‌کننده برگ، یوگن رومر به همراه ایرما هولدر و خود برگ نوشته شده و توسط رومر تهیه شده‌است. اگرچه قهرمان متن ترانه "هزار بار فریب خورده" و "هزار بار" توسط عزیزی که "خیلی بار با او خندیده" شده‌است، "امشب دوباره با تو این کار را می‌کند." " خطوط بازدارنده معروف در طول یک ماشین سواری ایجاد شد. برگ و رومر نتوانستند به خطوط اصلی ترانه سرا عادت کنند و برگ خود متن ترانه را ارائه کرد.
در مارس ۲۰۰۱ این تک آهنگ توسط Jupiter Records / BMG به عنوان یک تک آهنگ تبلیغاتی و به عنوان یک تک آهنگ رسمی توسط Juke Records منتشر شد. تک‌آهنگ تبلیغاتی شامل آهنگ Wenn der Himmel brennt، تک‌آهنگ رسمی شامل میکس مهمانی به‌عنوان B-side است. این آهنگ علاوه بر آلبوم در ده‌ها آلبوم تلفیقی نیز حضور داشته‌است. نسخه‌های مختلف زنده و آکوستیک نیز در آلبوم‌های بعدی ظاهر شدند.

## نسخه‌های جلد (انتخابی)
این آهنگ بارها پوشش داده شده‌است، مانند لورا لین تحت عنوان Je Hebe me 1000 maal lied. این نسخه در هلند به شماره ۲۴ و در بلژیک (فلاندر) به شماره دو رسید. سایر نسخه‌های جلد از این موارد هستند:
- جیووانی زارلا (تو می‌های منتیتو میل ولته)
- کاپیتان کوک و ساکسیفون‌های آواز او (تو ۱۰۰۰ بار به من دروغ گفتی)
- BZN (Dozend Keer)
- پتی رایان (تو ۱۰۰۰ بار به من دروغ گفتی)
- لس پاراگوئه (کاکوپه)
- Hanny-D (Tu m'as menti milliers de fois)
- ادی مارس (جیج دوبار به من دروغ گفته‌است)
- تینا رزیتا (به ۱۰۰۰ بازیکن دروغ گفته شد)

## موارد
1. 1 2 3  https://hitparade.ch/song/Andrea-Berg/Du-hast-mich-tausendmal-belogen-55636
2. 1 2  https://www.promipool.de/stars/andrea-berg-so-ist-ihr-hit-du-hast-mich-tausendmal-belogen-entstanden
3. ↑  https://www.songtexte.com/songtext/andrea-berg/du-hast-mich-tausend-mal-belogen-33c25cc9.html
4. ↑  https://hitparade.ch/song/Laura-Lynn/Je-hebt-me-1000-maal-belogen-178461